# Dasycladophyceae
Dasycladophyceae je třída zelených řas, v některých případech však je zařazována dovnitř třídy Ulvophyceae jakožto řád Dasycladales. Mají sifonální mnohojadernou stélku, bohatou na uhličitan vápenatý a β-1,4-mannan v buněčné stěně. Mají bohatý fosilní záznam minimálně od kambria. Známým rodem je Acetabularia se složitým životním cyklem.